# Telefonkonferens
Telefonkonferens är en form av virtuellt möte som sker via telefon. 
Deltagarna i en telefonkonferens kan antingen sitta var och en för sig, eller så kan en grupp sitta tillsammans och via en högtalar- eller konferenstelefon ha kontakt med andra grupper eller individer. 
Numera används ofta datanäten för telefonkonferenser, åtminstone för att ge deltagarna möjlighet att utväxla dokument under mötet, varvid skillnaden mellan telefonkonferens, videokonferens, webbmöte och andra motsvarande mötestyper har blivit mindre klara.
Telefonkonferenser används ofta mellan grupper som sitter geografiskt åtskilda och också av distansarbetande personer.